# Petar Golubović
Petar Golubović (Belgrád, 1994. július 13. –) szerb korosztályos válogatott labdarúgó, az orosz Himki hátvédje.

## Pályafutása

### Klubcsapatokban
Golubović Szerbia fővárosában, Belgrádban született. Az ifjúsági pályafutását a helyi Crvena zvezda csapatában kezdte, majd az angol Nike akadémiájánál folytatta.
2012-ben mutatkozott be a szerb OFK Beograd felnőtt keretében. 2014-ben az olasz Roma szerződtette. 2014 és 2017 között a Novara, a Pistoiese és a Pisa csapatát erősítette kölcsönben. 2017-ben a Novarához, majd 2018-ban a belga Kortrijkhez igazolt. 2022-ben a norvég első osztályban szereplő Aalesundhoz csatlakozott. Először a 2022. április 10-ei, Viking ellen 1–0-ra elvesztett mérkőzés 76. percében, Simen Rafn cseréjeként lépett pályára. Első gólját 2022. október 2-án, szintén a Viking ellen hazai pályán 2–1-es győzelemmel zárult találkozón szerezte meg. 2023. február 7-én másféléves szerződést kötött az orosz első osztályban érdekelt Himki együttesével. 2023. március 3-án, a Fakel Voronyezs ellen 1–1-es döntetlennel végződő bajnokin debütált.

### A válogatottban
Golubović az U19-es és az U21-es korosztályú válogatottakban is képviselte Szerbiát.

## Statisztikák
2023. április 15. szerint
| Klub     | Szezon   | Osztály        | Bajnokság | Bajnokság | Kupa  | Kupa | Nemzetközi | Nemzetközi | Összesen | Összesen |
| Klub     | Szezon   | Osztály        | Meccs     | Gól       | Meccs | Gól  | Meccs      | Gól        | Meccs    | Gól      |
| -------- | -------- | -------------- | --------- | --------- | ----- | ---- | ---------- | ---------- | -------- | -------- |
| Kortrijk | 2018–19  | Jupiler League | 12        | 0         | 1     | 0    | —          | —          | 13       | 0        |
| Kortrijk | 2019–20  | Jupiler League | 21        | 0         | 3     | 0    | —          | —          | 24       | 0        |
| Kortrijk | 2020–21  | Jupiler League | 27        | 0         | 2     | 0    | —          | —          | 29       | 0        |
| Kortrijk | Összesen | Összesen       | 60        | 0         | 6     | 0    | 0          | 0          | 66       | 0        |
| Aalesund | 2022     | Eliteserien    | 25        | 1         | 0     | 0    | —          | —          | 25       | 1        |
| Himki    | 2022–23  | Premjer Liga   | 6         | 0         | 0     | 0    | —          | —          | 6        | 0        |
| Összesen | Összesen | Összesen       | 91        | 1         | 6     | 0    | 0          | 0          | 97       | 1        |